# پائو گاسول

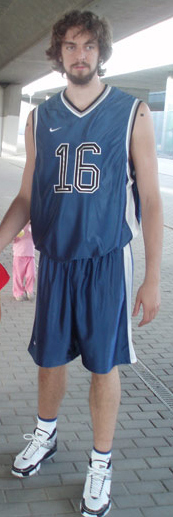

پائو گاسول ای سائز (به اسپانیایی: Pau Gasol i Sáez) ‏ (۶ ژوئیه ۱۹۸۰ در بارسلون) بازیکن بسکتبال اهل اسپانیا است که هم‌اکنون در تیم بسکتبال بارسلونا اسپانیا در لیگ برتر بسکتبال اسپانیا بازی می‌کند.
گسال در سال ۲۰۰۱ توسط آتلانتا هاوکز کشیده‌شد، اما به ممفیس گریزلیز منتقل شد. او در آن فصل به عنوان بهترین تازه‌وارد ان‌بی‌ای برگزیده‌شد. او پیش از پیوستن به ان‌بی‌ای در باشگاه بسکتبال بارسلونا بازی می‌کرد. او تاکنون دو با و در سالهای ۲۰۰۹ و ۲۰۱۰ و با تیم لیکرز قهرمانی ان بی ای را به دست آورده‌است. وی در سال ۲۰۱۴ با عقد قراردادی سه ساله و به ارزش ۵۵ میلیون دلار بعد از شش سال حضور در لیکرز، به تیم شیکاگو بولز پیوست.